# Brevipalpus glymma
Brevipalpus glymma är en spindeldjursart som beskrevs av Pritchard och Baker 1958. Brevipalpus glymma ingår i släktet Brevipalpus och familjen Tenuipalpidae. Inga underarter finns listade.